# Lempong
Lempong is een bestuurslaag in het regentschap Karanganyar van de provincie Midden-Java, Indonesië. Lempong telt 3820 inwoners (volkstelling 2010).